# Cenotafi de Drus

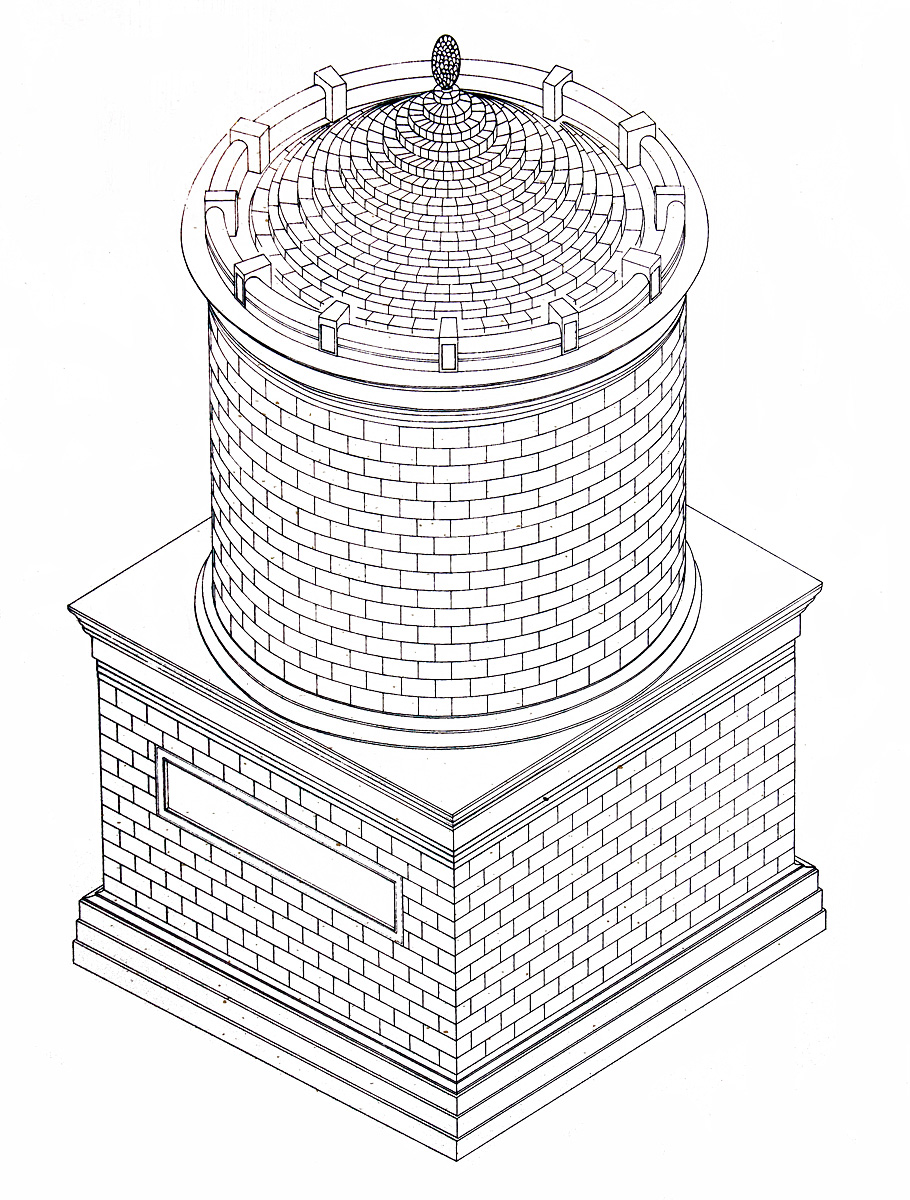
Reconstrucció hiptètica de l'aspecte original per H. Frenz el 1985

El  Cenotafi de Drus  (Drususstein o Eichelstein en alemany) és un tumulus honorarius (túmul honorari) romà del segle i, situat a Magúncia, al Jakobsberg (Mont de Jaume) a la riba dreta del Rin. Es tracta del major cenotafi romà aixecat en època romana en memòria d'un personatge en l'actual Alemanya, en l'actualitat integrat en la Ciutadella de Magúncia.
Aquest cenotafi va ser aixecat al per recordar les glorioses victòries del general romà Drus, fill adoptiu de l'emperador August i germà de Tiberi. En les excavacions no es van trobar restes humanes, de manera que mai va servir de tomba.
El monument va ser construït al castrum romà de Mogoncíacum, bressol de la futura ciutat de Magúncia, amb aparell de pedra de gres vermell i calcària, amb una alçada en l'actualitat de 20 m. Quan va ser construït, tenia una altura de 100 peus romans, equivalents a 29,617 m. A la façana principal tenia gravat un poema funerari escrit per August en honor de Drus, que indicava també que va ser erigit pels soldats que havien servit a les seves ordres.

## Bibliografia

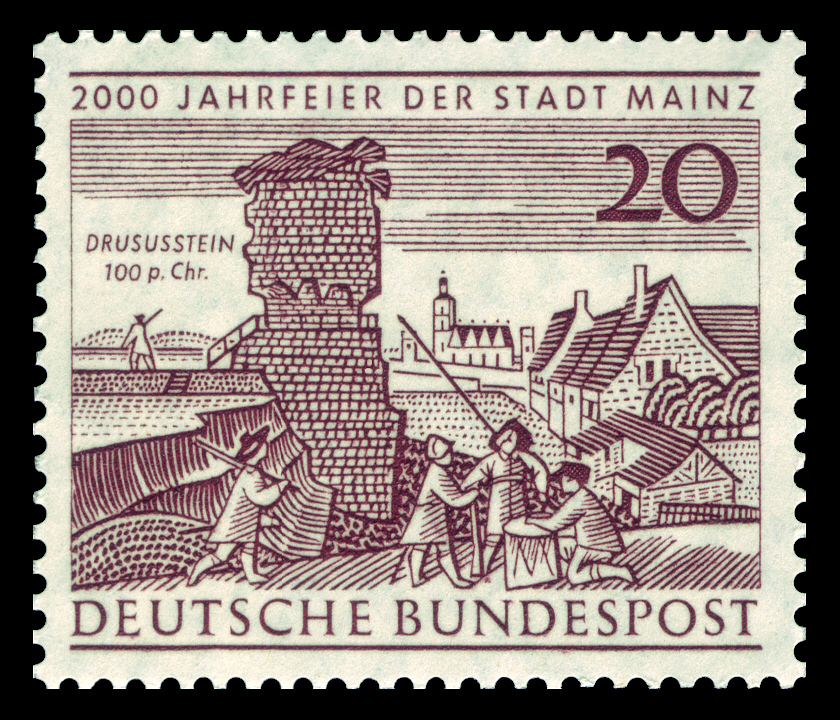
Segell commemoratiu de la celebració del segon mil·lenari de Magúncia